# Аджей Вілсон
Аджей Вілсон (англ. Ajeé Wilson, нар. 8 травня 1994) — американська легкоатлетка, що спеціалізується в бігу на середні дистанції, багаторазова призерка чемпіонатів світу, рекордсменка світу.
2 травня 2015 на Вілсон (разом Треньєр Мозер, Санею Річардс-Росс та Шеннон Роубері) встановила перший в історії офіційно визнаний світовий рекорд у комбінованій естафеті (англ. distance medley relay), яка складалась з етапів 1200, 400, 800 та 1600 метрів. Вілсон бігла третій етап (800 метрів).
На Олімпіаді-2016 спортсменка виступала в бігу на 800 метрів та припинила змагання на півфінальній стадії.
3 лютого 2018 спортсменка стала (разом із співвітчизницями Крішуною Вільямс, Шарлін Ліпсі та Ревін Роджерс) співавторкою світового рекорду в приміщенні в естафеті 4×800 метрів (8.05,89), перевершивши попереднє досягнення російського квартету (8.06,24), встановлене у 2011.
На світовій першості в Досі здобула другу «бронзу» на 800-метровій дистанції у власній кар'єрі.
8 лютого 2020 на «Millrose Games» у Нью-Йорку покращила власний рекорд Північної та Центральної Америки та країн Карибського басейну з бігу на 800 метрів у приміщенні (1.58,29).